# Маховский, Себастьян

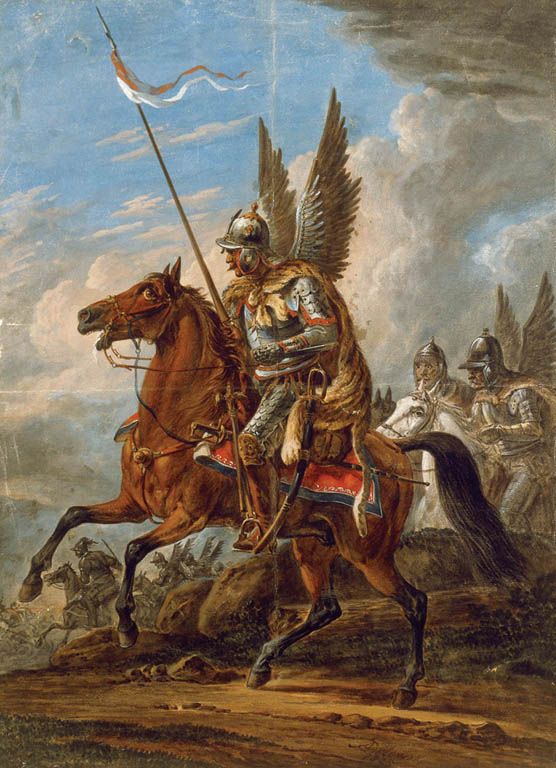
«Атака гусарии», А. Орловский. Масло, холст, начало XIX века.

Себастьян Махо́вский (пол. Sebastian Machowski; (? — 1672) — военачальник Речи Посполитой, региментарь, полковник.

## Биография
Польский шляхтич герба Абданк II.

Герб Абданк Маховских

Принимал участие в походах польско-шляхетского войска во время освободительной войны украинского народа (1648—1654).
Участник польско-шведской войны (1655—1660). Командовал гетманским полком Стефана Чарнецкого в сражениях с королём Швеции Карлом X Густавом под Голомбом близ Пулавы и Варкой в 1656 году.
В чине полковника гетманского полка и поручика гусарской хоругви гетмана Станислава «Реверы» Потоцкого, а также будучи ротмистром собственной панцырной хоругви в ходе Русско-польской войны 1654—1667, 27 сентября — 4 ноября 1660 года принимал участие в битве под Чудновом. Войска Речи Посполитой в союзе с крымскими татарами в ходе сражения нанесли тяжелое поражение русско-казацкой армии под командованием боярина Василия Шереметева и наказного гетмана Тимофея Цецюры.
Командовал военными карательными отрядами, подавлявшими народные выступления на Правобережной Украине (1663—1665).
В 1664 году действуя от имени короля Яна Казимира, поддержаный активным сторонником Речи Посполитой гетманом Правобережной Гетманщины Павлом Тетерей, схватил бывшего гетмана Ивана Выговского и, несмотря на то, что тот состоял сенатором Речи Посполитой и подписал с поляками Гадячский договор, по которому Гетманщина под названием Великое княжество Русское (укр. Велике Князівство Руське, пол. Wielkie Księstwo Ruskie) входила в Речь Посполитую как составная часть, наделённая внутренней автономией, немедленно после десятичасового суда, признавшего И. Выговского изменником, расстрелял его.
Во время польско-казацко-татарской войны 1666—1671 гг. 19 декабря 1666 года, находившаяся на зимних квартирах коронная дивизия С. Маховского в составе 6000 кавалеристов была неожиданно атакована под Браиловом казаками гетмана Петра Дорошенко и татарами крымского хана Девлета II Герая. Битва закончилась полным разгромом польского войска, а сам Себастьян Маховский попал в плен.

## Источник
- Д. И. Яворницкий, История запорожских козаков (в трёх томах) — К., Наукова думка, 1990. т. 2, стр.508 (рус.).
- Majewski W. Machowski Sebastian // Polski Słownik Biograficzny. — Wrocław — Warszawa — Kraków — Gdańsk : Zakład Narodowy Imienia Ossolińskich, Wydawnictwo Polskiej Akademii Nauk, 1973. — t. XVIII. — S. 637—639. (пол.).
- Niesiecki K. Korona Polska przy Złotey Wolnosci Starożytnemi Wszystkich Kathedr, Prowincyi y Rycerstwa Kleynotami Heroicznym Męstwem y odwagą, Naywyższemi Honorami a naypierwey Cnotą, Pobożnością y Swiątobliwością Ozdobiona… — Lwów : w drukarni Collegium Lwowskiego Societatis Jesu, 1740. — T. 3. — 820 s. — S. 196. (пол.)